# Uwe Neuhaus
Uwe Neuhaus (Hattingen, 26 novembre 1959) è un allenatore di calcio ed ex calciatore tedesco, di ruolo difensore.

## Biografia
Dopo una modesta carriera da calciatore, inizia la carriera di allenatore guidando il Wattenscheid, ultima squadra con cui è stato tesserato da giocatore. Nel 1998 passa al Borussia Dortmund con il ruolo di secondo allenatore della prima squadra. Nel 2004 è il tecnico della squadra riserve del club.
Nella stagione 2005-2006 è alla guida del Rot-Weiss Essen: non salva il club dalla retrocessione in terza serie, ma l'anno seguente ottiene l'immediata promozione nella 2. Bundesliga, la seconda serie tedesca, frutto della vittoria della Regionalliga.
Nel 2008 torna in terza divisione, guidando l'Union Berlino, con cui vince nuovamente il campionato di terza divisione e milita in 2. Bundesliga per cinque stagioni.
Nell'estate 2015 è ingaggiato dalla Dynamo Dresda, altra formazione della Germania orientale: Neuhaus ottiene la vittoria della 3. Liga, la terza in carriera, al suo primo anno e disputa altri due anni in seconda serie, ottenendo come miglior risultato un quinto posto prima di essere esonerato nell'agosto 2018 a causa di risultati negativi.
Nel dicembre 2018 assume la guida dell'Arminia Bielefeld, che guida al settimo posto in seconda serie e alla promozione in massima serie nella stagione 2019-2020, vincendo il campionato di 2. Bundesliga.

## Statistiche

### Statistiche da allenatore
Statistiche aggiornate al 21 ottobre 2019. In grassetto le competizioni vinte.
| Stagione                 | Squadra                  | Campionato               | Campionato | Campionato | Campionato | Campionato | Coppe nazionali | Coppe nazionali | Coppe nazionali | Coppe nazionali | Coppe nazionali | Coppe continentali | Coppe continentali | Coppe continentali | Coppe continentali | Coppe continentali | Altre coppe | Altre coppe | Altre coppe | Altre coppe | Altre coppe | Totale | Totale | Totale | Totale | % Vittorie | Piazzamento   |
| Stagione                 | Squadra                  | Comp                     | G          | V          | N          | P          | Comp            | G               | V               | N               | P               | Comp               | G                  | V                  | N                  | P                  | Comp        | G           | V           | N           | P           | G      | V      | N      | P      | %          | Piazzamento   |
| ------------------------ | ------------------------ | ------------------------ | ---------- | ---------- | ---------- | ---------- | --------------- | --------------- | --------------- | --------------- | --------------- | ------------------ | ------------------ | ------------------ | ------------------ | ------------------ | ----------- | ----------- | ----------- | ----------- | ----------- | ------ | ------ | ------ | ------ | ---------- | ------------- |
| nov. 1995-1996           | Wattenscheid 09          | RW                       | 22         | 7          | 3          | 12         | -               | -               | -               | -               | -               | -                  | -                  | -                  | -                  | -                  | -           | -           | -           | -           | -           | 22     | 7      | 3      | 12     | 31,82      | 17º           |
| 1997-1998                | Hüls                     | WO                       | 28         | 7          | 8          | 13         | -               | -               | -               | -               | -               | -                  | -                  | -                  | -                  | -                  | -           | -           | -           | -           | -           | 28     | 7      | 8      | 13     | 25,00      | 12º           |
| 2004-apr. 2005           | Borussia Dortmund II     | RN                       | 30         | 10         | 7          | 13         | -               | -               | -               | -               | -               | -                  | -                  | -                  | -                  | -                  | -           | -           | -           | -           | -           | 30     | 10     | 7      | 13     | 33,33      | Dimissionario |
| apr.-giu. 2005           | Rot-Weiss Essen          | 2B                       | 4          | 0          | 1          | 3          | -               | -               | -               | -               | -               | -                  | -                  | -                  | -                  | -                  | -           | -           | -           | -           | -           | 4      | 0      | 1      | 3      | &0,00      | 17º (retr.)   |
| 2005-2006                | Rot-Weiss Essen          | RN                       | 36         | 23         | 7          | 6          | CG              | 1               | 0               | 1               | 0               | -                  | -                  | -                  | -                  | -                  | -           | -           | -           | -           | -           | 37     | 23     | 8      | 6      | 62,16      | 1º (prom.)    |
| 2006-2007                | Rot-Weiss Essen          | 2B                       | 11         | 2          | 3          | 6          | CG              | 2               | 1               | 0               | 1               | -                  | -                  | -                  | -                  | -                  | -           | -           | -           | -           | -           | 13     | 3      | 3      | 7      | 23,08      | Eson.         |
| Totale Rot-Weiss Essen   | Totale Rot-Weiss Essen   | Totale Rot-Weiss Essen   | 51         | 25         | 11         | 15         |                 | 3               | 1               | 1               | 1               |                    | -                  | -                  | -                  | -                  |             | -           | -           | -           | -           | 54     | 26     | 12     | 16     | 48,15      |               |
| 2007-2008                | Union Berlino            | R                        | 36         | 17         | 9          | 10         | CG              | 1               | 0               | 0               | 1               | -                  | -                  | -                  | -                  | -                  | -           | -           | -           | -           | -           | 37     | 17     | 9      | 11     | 45,95      | 4º            |
| 2008-2009                | Union Berlino            | 3L                       | 38         | 22         | 12         | 4          | -               | -               | -               | -               | -               | -                  | -                  | -                  | -                  | -                  | -           | -           | -           | -           | -           | 38     | 22     | 12     | 4      | 57,89      | 1º (prom.)    |
| 2009-2010                | Union Berlino            | 2B                       | 34         | 11         | 11         | 12         | CG              | 1               | 0               | 0               | 1               | -                  | -                  | -                  | -                  | -                  | -           | -           | -           | -           | -           | 35     | 11     | 11     | 13     | 31,43      | 12º           |
| 2010-2011                | Union Berlino            | 2B                       | 34         | 11         | 9          | 14         | CG              | 1               | 0               | 0               | 1               | -                  | -                  | -                  | -                  | -                  | -           | -           | -           | -           | -           | 35     | 11     | 9      | 15     | 31,43      | 11º           |
| 2011-2012                | Union Berlino            | 2B                       | 34         | 14         | 6          | 14         | CG              | 1               | 0               | 1               | 0               | -                  | -                  | -                  | -                  | -                  | -           | -           | -           | -           | -           | 35     | 14     | 7      | 14     | 40,00      | 7º            |
| 2012-2013                | Union Berlino            | 2B                       | 34         | 13         | 10         | 11         | CG              | 2               | 1               | 0               | 1               | -                  | -                  | -                  | -                  | -                  | -           | -           | -           | -           | -           | 36     | 14     | 10     | 12     | 38,89      | 7º            |
| 2013-2014                | Union Berlino            | 2B                       | 34         | 11         | 11         | 12         | CG              | 3               | 1               | 0               | 1               | -                  | -                  | -                  | -                  | -                  | -           | -           | -           | -           | -           | 37     | 12     | 11     | 13     | 32,43      | 6º            |
| Totale Union Berlino     | Totale Union Berlino     | Totale Union Berlino     | 244        | 99         | 68         | 77         |                 | 9               | 2               | 1               | 6               |                    | -                  | -                  | -                  | -                  |             | -           | -           | -           | -           | 253    | 101    | 69     | 83     | 39,92      |               |
| 2015-2016                | Dinamo Dresda            | 3L                       | 38         | 21         | 15         | 2          | -               | -               | -               | -               | -               | -                  | -                  | -                  | -                  | -                  | -           | -           | -           | -           | -           | 38     | 21     | 15     | 2      | 55,26      | 1º (prom.)    |
| 2016-2017                | Dinamo Dresda            | 2B                       | 34         | 13         | 11         | 10         | CG              | 2               | 0               | 1               | 1               | -                  | -                  | -                  | -                  | -                  | -           | -           | -           | -           | -           | 36     | 13     | 12     | 11     | 36,11      | 5º            |
| 2017-2018                | Dinamo Dresda            | 2B                       | 34         | 11         | 8          | 15         | CG              | 2               | 1               | 0               | 1               | -                  | -                  | -                  | -                  | -                  | -           | -           | -           | -           | -           | 36     | 12     | 8      | 16     | 33,33      | 14º           |
| lug.-ago. 2018           | Dinamo Dresda            | 2B                       | 2          | 1          | 0          | 1          | CG              | 1               | 0               | 0               | 1               | -                  | -                  | -                  | -                  | -                  | -           | -           | -           | -           | -           | 3      | 1      | 0      | 2      | 33,33      | Eson.         |
| Totale Dynamo Dresda     | Totale Dynamo Dresda     | Totale Dynamo Dresda     | 108        | 46         | 34         | 28         |                 | 5               | 1               | 1               | 3               |                    | -                  | -                  | -                  | -                  |             | -           | -           | -           | -           | 113    | 47     | 35     | 31     | 41,59      |               |
| dic. 2018-2019           | Arminia Bielefeld        | 2B                       | 18         | 10         | 4          | 4          | -               | -               | -               | -               | -               | -                  | -                  | -                  | -                  | -                  | -           | -           | -           | -           | -           | 18     | 10     | 4      | 4      | 55,56      | 7º            |
| 2019-2020                | Arminia Bielefeld        | 2B                       | 10         | 5          | 4          | 1          | CG              | 1               | 1               | 0               | 0               | -                  | -                  | -                  | -                  | -                  | -           | -           | -           | -           | -           | 11     | 6      | 4      | 1      | 54,55      | in corso      |
| Totale Arminia Bielefeld | Totale Arminia Bielefeld | Totale Arminia Bielefeld | 28         | 15         | 8          | 5          |                 | 1               | 1               | 0               | 0               |                    | -                  | -                  | -                  | -                  |             | -           | -           | -           | -           | 29     | 16     | 8      | 5      | 55,17      |               |
| Totale carriera          | Totale carriera          | Totale carriera          | 511        | 209        | 139        | 163        |                 | 18              | 5               | 3               | 10              |                    | -                  | -                  | -                  | -                  |             | -           | -           | -           | -           | 529    | 214    | 142    | 173    | 40,45      |               |

## Palmarès

### Allenatore

#### Competizioni nazionali
- Campionato tedesco di seconda divisione: 1

Arminia Bielefeld: 2019-2020
- 3. Liga: 2

Union Berlino: 2008-2009
Dinamo Dresda: 2015-2016